# 筋小胞体

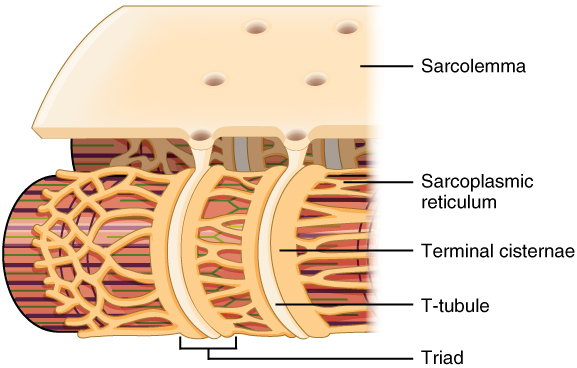
図のSarcoplasmic reticulumが筋小胞体

筋小胞体（きんしょうほうたい、英: sarcoplasmic reticulum）は、筋線維内に存在する膜系構造の1つで、滑面小胞体のうち、収縮刺激伝達系として特殊化したものである。
筋小胞体は筋原線維と平行に存在する。弛緩した筋ではカルシウムイオンを含み、カルシウムイオンの放出によって筋を収縮させる。筋小胞体の間には横行小管が位置する。横行小管と接する部分は終末槽（英: terminal cisternae）と呼ばれる。

## 機能
主にカルシウムイオン(Ca2+)の蓄積を担う細胞小器官である。